# Trétinoïne
«  ATRA » redirige ici. Pour les autres significations, voir ATRA.
La trétinoïne (C20H28O2) est la forme acide de la vitamine A, également appelée acide tout-trans rétinoïque (en anglais, all-trans retinoic acid ou ATRA), qui est présente dans la nature.
La trétinoïne est utilisée depuis les années 1980 dans les troubles dermatologiques. Elle agit sur la croissance et la différenciation cellulaire. Son utilisation principale est le traitement contre l'acné grâce à ses propriétés kératolytiques et anti-inflammatoires. La trétinoïne est aussi utilisée dans le traitement de la leucémie aiguë myéloblastique de type 3 (LAM 3), qui est une leucémie myéloïde aigüe.
Par ailleurs, elle appartient au groupe des rétinoïdes qui est composé également de ses isomères synthétiques tels que l'isotrétinoïne, l'adapalène.
Ces composés sont tératogènes et par conséquent à prohiber en cas de grossesse. Ils provoquent également un dessèchement plus ou moins prononcé de la peau et une photosensibilisation qui favorise et aggrave les coups de soleil.